# Nueva Morococha
Nueva Morococha es una ciudad planificada ubicada en la sierra central del Perú en el Distrito de Morococha, Junín, creada para reubicar a los habitantes de la antigua Morococha debido al desarrollo del proyecto minero Toromocho, operado por la empresa china Chinalco. Este reasentamiento se llevó a cabo desde el año 2012 para permitir la explotación de un importante yacimiento de cobre en la zona.

## Historia
Desde el 2005 se desarrolló un plan de reasentamiento de los pobladores que vivían alrededor del yacimiento minero a 4750 msnm, ya que se previno la explotación del Proyecto Toromocho a gran escala (uno de los más importantes proyectos de explotación de cobre del Perú). Este plan de reubicación comprendió la construcción de una nueva ciudad a orillas del río Carhuacoto, a 4240 msnm; que incluía servicios de agua, desagüe y energía eléctrica, vías asfaltadas, alumbrado público, se prometió casas nuevas y totalmente habitables y en buen estado para todas las familias del pueblo de Morococha, colegios de primaria y secundaria, servicios médicos, policiales, municipales y todo lo que se necesita para el correcto funcionamiento de una ciudad. Esto no se cumplió y en 2013 se logró reubicar parcialmente a la población.

## Geografía
Nueva Morococha se encuentra a una altitud de 4,240 metros sobre el nivel del mar, en la región de Junín, aproximadamente a 140 kilómetros al este de Lima. La ciudad está ubicada cerca del río Carhuacoto, en una zona previamente identificada como bofedal y con presencia de la Laguna Huascacocha, lo que ha generado preocupaciones ambientales.

## Transporte
La ciudad está conectada por la Carretera Central, una de las principales vías que unen Lima con la sierra central del país, facilitando el acceso al transporte terrestre y la comunicación con otras ciudades de la región.

## Población
Antes del reasentamiento, la antigua Morococha albergaba aproximadamente a 5,000 habitantes. Tras la reubicación, Nueva Morococha experimentó fluctuaciones en su población debido a factores económicos y sociales, incluyendo la migración de residentes en busca de mejores oportunidades laborales en otras regiones.

## Educación
Como parte del plan de reasentamiento, se construyeron instituciones educativas en Nueva Morococha para garantizar la continuidad de la educación de niños y jóvenes. Sin embargo, durante el proceso de transición, se registraron interrupciones en el servicio educativo, lo que afectó temporalmente a la comunidad estudiantil.